# ニクロム

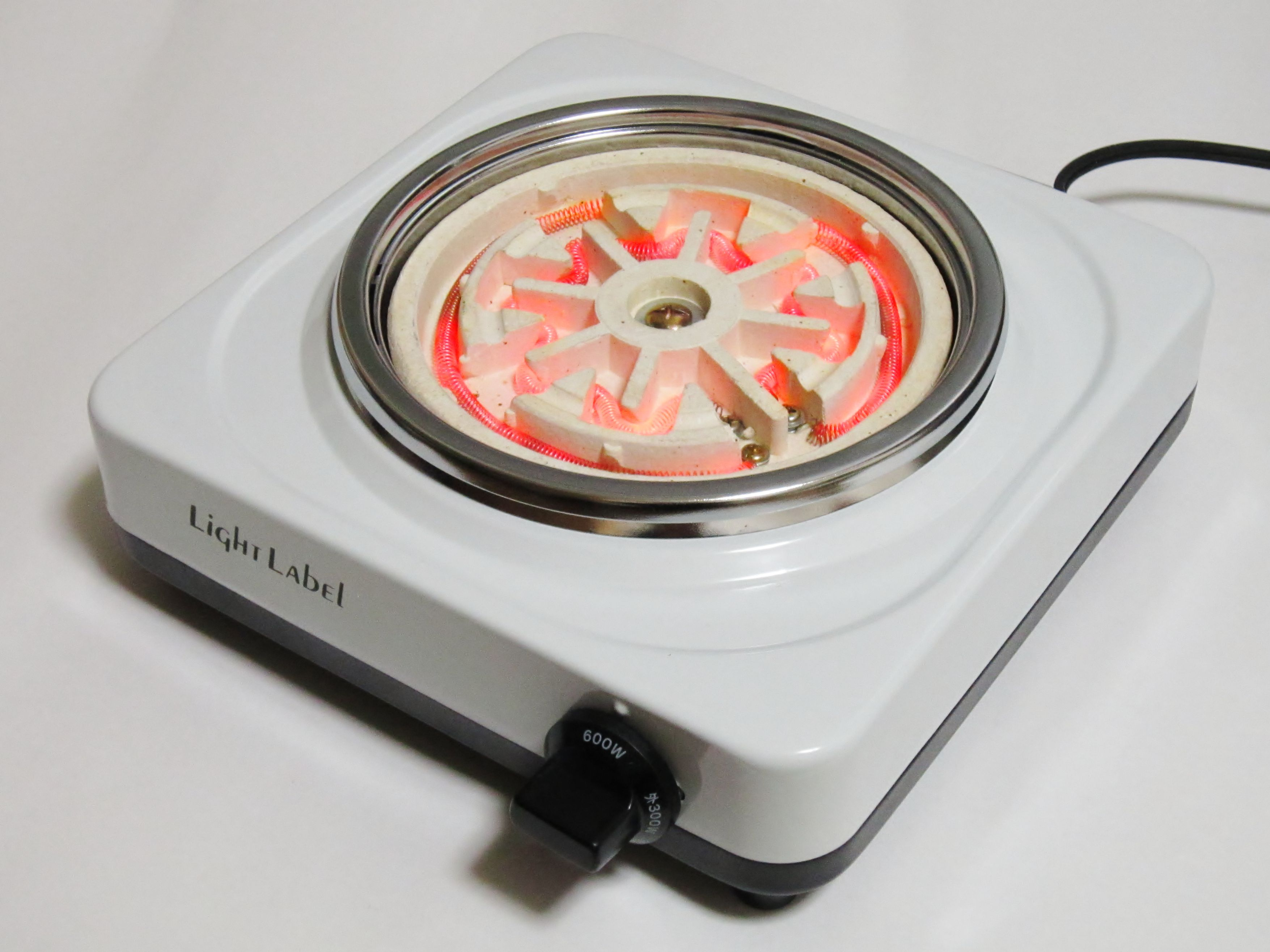
ニクロム線を利用した電気こんろ

ニクロム（Nichrome）は、ニッケルとクロムを中心とした合金。電気抵抗が大きいため、発熱素子として、電気ストーブなどによく使われる。
「ニクロム線」は、電熱線の代名詞ともなっている。後発で、多くの特性でより優れた 鉄・クロム・アルミニウム合金のカンタル（登録商標、Kanthal）に電熱線の主役が移ったが、カンタルが一般に知られていないため、カンタル線もニクロム線と呼ばれることがある。
| 名称                        | 成分               |
| --------------------------- | ------------------ |
| ニクロム（III,V） クロメルB | 80Ni-20Cr          |
| ニクロム（III,V） クロメルB | 85Ni-15Cr          |
| ニクロムI クロメルC         | 60Ni-12Cr-26Fe     |
| ニクロムI クロメルC         | 66Ni-22Cr-10Fe-2Mn |
| カンタル（A,D)              | 23Cr-69Fe-6Al      |

ニクロムは米国ドライバーハリス社の登録商標であった。Nichromeと表記される。1905年、技師のアルバート・マーシュによって開発された。
ニッケルを80 %含んだものをニクロム80と言い、NCH-1相当である。また、ニッケルを60 %含んだものをニクロム60と言い、NCH-2相当である。その他に40 %、20 %等が有る。
鉄クロム合金に比べ勝る主な特性として耐酸化雰囲気特性、耐クリープ性が挙げられる。
なお、「ニクロム」の１文字目がカタカナの「ニ」であるのに対して、「二クロム酸カリウム」などの場合は、１文字目が漢字の「二」となっている。